# 飽和表面乾燥

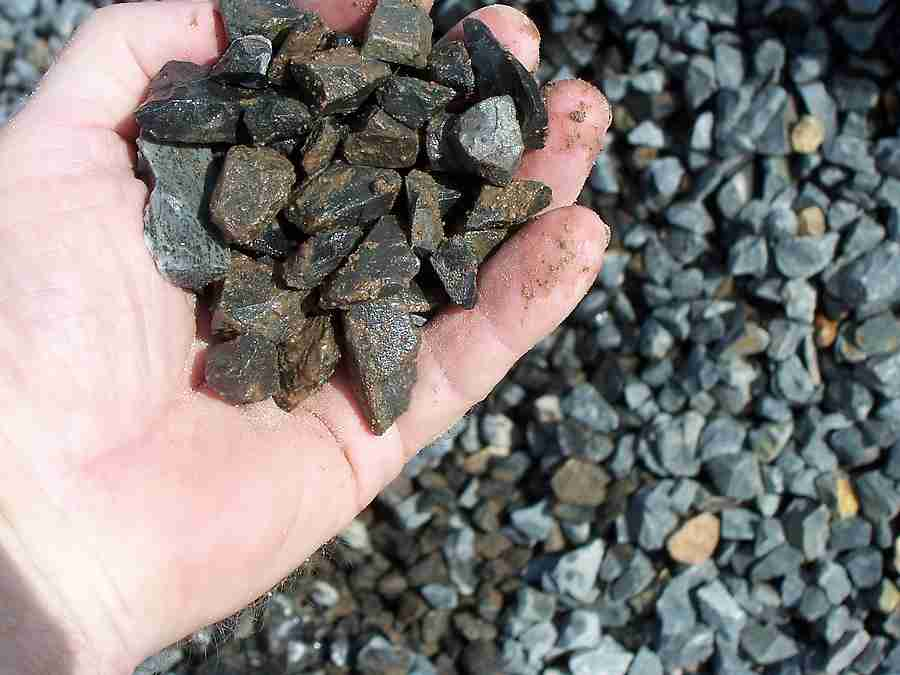
20mm骨料

飽和表面乾燥（英語：Saturated-Surface-Dry，縮寫SSD）是一種骨料（aggregate）的含水狀態，骨料內部是飽和的，表面是乾的。
在混合混凝土時，加入SSD狀態骨料不會影響濕度（free water content）。如果使用乾骨料混合混凝土，便需要加入更多水使骨料達到SSD，否則骨料吸收了水分，會影響混凝土強度。

吸水率（water adsorption）(Am)定義為：
{\displaystyle A={\frac {M_{SSD}-M_{dry}}{M_{dry}}}}